# Karl Otto Nußbaum
Karl Otto Nußbaum, häufig auch Otto Nußbaum (* 1. Juli 1923 in Köln; † 26. Juni 1999 in Bonn) war ein deutscher Theologe und römisch-katholischer Priester. Er wirkte ab 1965 als ordentlicher Professor für Liturgiewissenschaft an der Universität Bonn.

## Leben
Karl-Otto Nußbaum wurde im Kölner Stadtteil Deutz als Sohn von Maria Nußbaum, geborene Mohr, und des Kaufmanns Wilhelm Nußbaum geboren. Er war katholisch, studierte von 1944 bis 1948 an der Universität Bonn, besuchte von 1948 bis 1950 das Priesterseminar Köln und wurde 1950 zum Priester geweiht. Von 1950 bis 1957 war er als Seelsorger in Essen und Walberberg tätig. 1957 wurde er in Bonn zum Dr. theol. promoviert. Von 1957 bis 1959 besuchte er das Priesterkolleg Campo Santo Teutonico in Rom. Von 1960 bis 1965 wirkte er als Professor für Liturgik und Rubrizistik am Priesterseminar in Köln. Nach seiner Habilitation (Alte Kirchengeschichte, Liturgiegeschichte, Christliche Archäologie) 1965 wurde er Gründungsdirektor des Seminars für Liturgiewissenschaft an der Universität Bonn; das Zweite Vatikanische Konzil hatte eine solche Aufwertung der Liturgiewissenschaft gewünscht. Im Wintersemester 1972/73 und im Sommersemester 1973 amtierte Nußbaum als Dekan der Katholisch-theologischen Fakultät. 1988 wurde Nußbaum emeritiert.
Als Vertreter der Fakultät war er zudem ab 1987 bis zum Erreichen der Altersgrenze von 75 Jahren im Jahr 1998 nichtresidierender Domkapitular im Kölner Domkapitel.
Nußbaum war als Schüler Theodor Klausers in seinen Forschungsbeiträgen primär historisch orientiert. Er zeigte sich jedoch jederzeit offen für pastorale Fragen beispielsweise zur Handkommunion, zur Konzelebration oder zum priesterlosen Gottesdienst im Zusammenhang mit der nach dem Zweiten Vatikanischen Konzil erneuerten Liturgie. Der Prälat setzte sich intensiv für die sachgerechte Rezeption dieser erneuerten Liturgie ein.
Karl Otto Nußbaum lebte in Bonn-Bad Godesberg.

## Schriften (Auswahl)
Veröffentlicht als Otto Nußbaum. 
- Kloster, Priestermönch und Privatmesse. Ihr Verhältnis im Westen von den Anfängen bis zum hohen Mittelalter (= Theophaneia. Band 14). Hanstein, Bonn 1961. OCLC 599861235 (zugleich Dissertation, Bonn 1957).
- Das Brustkreuz des Bischofs. Zur Geschichte seiner Entstehung und Gestaltung. Matthias-Grünewald-Verlag, Mainz 1964.
- Der Standort des Liturgen am christlichen Altar vor dem Jahre 1000 (= Theophaneia. Band 18). 2 Bände. Hanstein, Bonn 1965. OCLC 841699500 (zugleich Habilitationsschrift, Bonn 1963).
- Liturgiereform und Konzelebration. 1966.
- Die Handkommunion. 1969.
- Die eucharistischen Hochgebete II–IV. Ein theologischer Kommentar (= Lebendiger Gottesdienst. Band 16). Regensberg, Münster 1971. OCLC 782075075.
- Lektorat und Akolythat. Zur Neuordnung der liturgischen Laienämter (= Kölner Beiträge. Heft 17). Wienand, Köln 1974, ISBN 3-87909-058-0.
- Zur Theologie des Kindertaufordo. Grundlagen und Forderungen (= Kölner Beiträge. Neue Folge, Band 3). Gesellschaft für Buchdruckerei, Neuss 1979. OCLC 174482773.
- Zur Struktur und Theologie der eucharistischen Hochgebete II bis IV (= Kölner Beiträge. Neue Folge, Band 6/7). Gesellschaft für Buchdruckerei, Neuss 1979, ISBN 3-88094-313-3.
- Die Aufbewahrung der Eucharistie (= Theophaneia. Band 29). Hanstein, Bonn 1979, ISBN 3-7756-1229-7.
- Sonntäglicher Gemeindegottesdienst ohne Priester. Liturgische und pastorale Überlegungen. Echter, Würzburg 1985, ISBN 3-429-00927-8.